# Horné Naštice
Horné Naštice (Hongaars: Felsőneszte) is een Slowaakse gemeente in de regio Trenčín, en maakt deel uit van het district Bánovce nad Bebravou.
Horné Naštice telt 412 inwoners.